# السفارة السعودية في هولندا
سفارة المملكة العربية السعودية في هولندا، هي بعثة دبلوماسية سعودية تقع في في مدينة لاهاي الهولندية  ويترأس البعثة السفير زياد بن معاشي العطية .